# Iuliana Colnic
Iuliana Colnic (n. 27 iulie 2004) este o fotbalistă din Republica Moldova care joacă în poziția de atacant în A lyga la clubul MFA Žalgiris-MRU, de asemenea în echipa națională de fotbal feminin a Republicii Moldova.